# Сейсмічність Білорусі
Територія Білорусі — характеризується відносно слабкою сейсмічністю.

## Загальна характеристика
Основна частина території Білорусі розташована в західній частині Східноєвропейської платформи та належить до сейсмічно неактивних областей поверхні Землі. У їх межах відомі поодинокі відособлені та ледве відчутні (відчутні) (за шкалою інтенсивності МSK-64) землетруси силою до 3—4 балів (за шкалою Ріхтера). Окрім природних, також мають місце землетруси, які пов'язані з гірничою діяльністю.

## Землетруси у минулі століття
Загалом на території Білорусі, за повідомленням Центру геофізичного моніторингу НАН Білорусі, було зафіксовано всього 9 землетрусів, 4 з них (1887, 1893, 1896 та 1908 років) — історичні та 5 — інструментально зареєстровані. Історичні землетруси записані зі слів місцевих мешканців, які відчували на земній поверхні розгойдування предметів, дзвін посуду, скрип меблів та підлоги. На підставі цих відомостей проводилися розрахунки та визначалася орієнтовна магнітуда землетрусів та максимальна кількість балів. Землетруси, що зареєстровані приладами в Білорусі, спостерігалися в основному у Солігорському гірничопромисловому районі, де тектонічну активність провокує перерозподіл напруг у земній корі у зв'язку з видобутком корисних копалин на одному з найбільших в Європі Старобінському родовищі калійних солей. Ці землетруси фіксувалися в 1978, 1983, 1985 і в 1998 (два) роках, їх сила була невеликою, у межах — до 3 балів (за шкалою Ріхтера).

## Землетруси XXI століття

### 2016
24 вересня, о 04:13 (за місцевим часом), в Білорусі стався помірний (за шкалою інтенсивності МSK-64) землетрус магнітудою 5,0 балів (за шкалою Ріхтера). Епіцентр землетрусу знаходився за 56 км на північний схід від міста Борисова на глибині 0 км. Став найсильнішим землетрусом, що стався в Білорусі за понад 100 років (з 1900 року).

### 2023
21 травня, об 11:02 (за місцевим часом), Європейський середземноморський сейсмологічний центр (ЄССЦ) зафіксував сильно відчутний (за шкалою інтенсивності МSK-64) землетрус на території Білорусі магнітудою 4,2 балів (за шкалою Ріхтера). Епіцентр землетрусу знаходився за 28 км від міста Ліди та за 21 км від міста Новогрудок. Гіпоцентр землетрусу залягав на глибині — 10 км.

### 2024
21 липня, о 09:39:42 (за київським часом), Головним центром спеціального контролю ДКАУ на території Білорусі зафіксовано ледве відчутний (за шкалою інтенсивності МSK-64) землетрус магнітудою 2,3 балів (за шкалою Ріхтера).
25 липня, о 04:40:02 та 04:40:07 (за київським часом), Головним центром спеціального контролю ДКАУ на території Білорусі зафіксовано ледве відчутний та невідчутний (за шкалою інтенсивності МSK-64) землетруси магнітудою 2,0 та 1,8 балів (за шкалою Ріхтера) відповідно.
30 жовтня, о 18:05:45 (за київським часом), Головним центром спеціального контролю ДКАУ на території Білорусі зафіксовано ледве відчутний (за шкалою інтенсивності МSK-64) землетрус магнітудою 2,8 балів (за шкалою Ріхтера). Епіцентр землетрусу знаходися на південь від міста Слуцька, в Солігорському гірничопромисловому районі.

### 2025
19 січня, о 03:55:53 (за київським часом), Головним центром спеціального контролю ДКАУ на території Білорусі зафіксовано відчутний (за шкалою інтенсивності МSK-64) землетрус магнітудою 3,0 балів (за шкалою Ріхтера). Епіцентр землетрусу знаходився на південь від міста Слуцька, в Солігорському гірничопромисловому районі.
11 лютого, о 17:35:15 (за київським часом), Головним центром спеціального контролю ДКАУ зафіксовано ледве відчутний (за шкалою інтенсивності МSK-64) на території Білорусі землетрус магнітудою 2,7 балів (за шкалою Ріхтера). Епіцентр землетрусу знаходився на південь від міста Слуцька, в Солігорському гірничопромисловому районі.
12 березня, о 18:56:00 (за київським часом), Головним центром спеціального контролю ДКАУ на території Білорусі зафіксовано ледве відчутний (за шкалою інтенсивності МSK-64) землетрус магнітудою 2,6 балів (за шкалою Ріхтера). Епіцентр землетрусу знаходився на південь від міста Слуцька, в Солігорському гірничопромисловому районі.
12 квітня, о 18:55:14 (за київським часом), Головним центром спеціального контролю ДКАУ на території Білорусі зафіксовано ледве відчутний (за шкалою інтенсивності МSK-64) землетрус магнітудою 2,6 балів (за шкалою Ріхтера). Епіцентр землетрусу знаходився на південь від міста Слуцька, в Солігорському гірничопромисловому районі.
7 травня, о 16:46:42 (за київським часом), Головним центром спеціального контролю ДКАУ на території Білорусі зафіксовано невідчутний (за шкалою інтенсивності МSK-64) землетрус магнітудою 1,5 балів (за шкалою Ріхтера). Епіцентр землетрусу знаходився на південний-схід від міста Мозиря.
25 травня, о 00:40:59 (за київським часом), Головним центром спеціального контролю ДКАУ на території Білорусі зафіксовано ледве відчутний (за шкалою інтенсивності МSK-64) землетрус магнітудою 2,2 балів (за шкалою Ріхтера). Епіцентр землетрусу знаходився на південь від міста Слуцька, в Солігорському гірничопромисловому районі.
13 липня, о 05:48:06 (за київським часом), Головним центром спеціального контролю ДКАУ на території Білорусі зафіксовано ледве відчутний (за шкалою інтенсивності МSK-64) землетрус магнітудою 2,5 балів (за шкалою Ріхтера). Епіцентр землетрусу знаходився на південь від міста Слуцька, в Солігорському гірничопромисловому районі.